# Pseudohelenina
Pseudohelenina es un género de foraminífero bentónico de la familia Heleninidae, de la superfamilia Discorboidea, del suborden Rotaliina y del orden Rotaliida. Su especie tipo es Discorbis collinsi. Su rango cronoestratigráfico abarca desde el Pleistoceno hasta la Actualidad.

## Clasificación
Pseudohelenina incluye a la siguiente especie:
- Pseudohelenina collinsi